# Miss Lettland

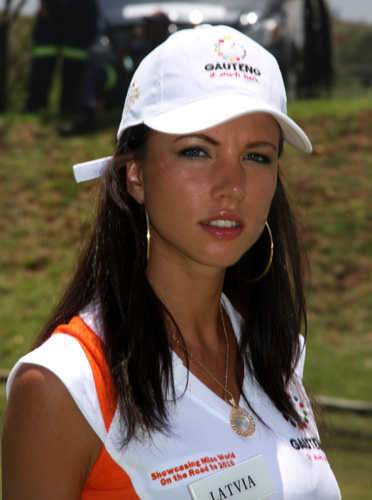
Ina Avlasēviča, Miss Lettland 2006, vertrat ihr Land bei der Miss World 2008.

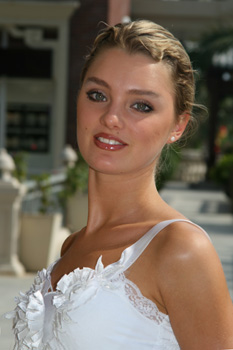
Kristīne Djadenko, Miss Lettland 2005. Sie vertrat ihr Land bei der Miss World 2007.

Miss Lettland ist ein nationaler Schönheitswettbewerb für unverheiratete Frauen in Lettland. Im Inland heißt er Mis Latvija, aber auch die englische Bezeichnung Miss Latvia ist gebräuchlich. Er wird seit 1988 von Inta Fogele und ihrer Agentur Mis Latvija veranstaltet. An der Endausscheidung nehmen die Gewinnerinnen der Vorwahlen aus etwa 20 Städten des Landes teil. Diese Vorwahlen finden in enger Kooperation mit Regierungs- und Gemeindeeinrichtungen statt. 
Auf der gleichen Veranstaltung wird auch der Mister Lettland gewählt. Die Regierung des Landes unterstützt den Wettbewerb, indem sie die Lizenzen für die Teilnahme an den Wettbewerben um Miss World und Mister World finanziert, um das internationale Image des Landes zu fördern.
Ein anderes Unternehmen, SIA Bravo Productions (gegründet 2002), ermittelt seit 2005 die lettischen Vertreterinnen für die Miss Universe, nämlich Miss Universe® Latvia.

## Siegerinnen

### Miss Rīga
| Jahr | Name            |
| ---- | --------------- |
| 1988 | Sintija Jenerte |
| 1989 | Lauma Zemzare   |

### Miss Lettland
| Jahr | Name                  |
| ---- | --------------------- |
| 1989 | Ina (Magone) Senberga |
| 1990 | Velga Bražņevica      |
| 1991 | Inese Šlesere         |
| 1992 | Zane Vaļicka          |
| 1993 | Sigita Rude           |
| 1994 | Daina Tobija          |
| 1995 | Ieva Meliņa           |
| 1996 | Anta Dukure           |
| 1997 | Līga Graudumniece     |
| 1998 | Evija Ručevska        |
| 1999 | Dina Kalandārova      |
| 2000 | Gunta Rudzīte         |
| 2001 | Baiba Švarca          |
| 2002 | Zanda Zariņa          |
| 2003 | Agnese Eiduka         |
| 2004 | Agnese Krustiņa       |
| 2005 | Kristīne Djadenko     |
| 2006 | Ina Avlasēviča        |
| 2007 | Viktorija Drizļonoka  |
| 2008 | Ieva Lase             |
| 2009 | Ludmila Voroncova     |
| 2010 | Alise Miškovska       |
| 2011 | Eva Dombrovska        |
| 2012 | Liliana Garkalne      |

### Miss Universe Lettland
| Jahr | Name              |
| ---- | ----------------- |
| 2005 | Ieva Kokorevica   |
| 2006 | Sanita Kubliņa    |
| 2007 | nicht ausgetragen |